# La India
La India (* 9. März 1969 in Río Piedras / Puerto Rico), eigentlich Linda Bell Viera Caballero, auch bekannt als „La Princesa de la Salsa“, ist eine puerto-ricanische Salsasängerin.

## Werdegang
La India wurde in Rio Piedras/Puerto Rico geboren. Kurz nach ihrer Geburt wanderten ihre Eltern in die USA aus und ließen sich in der South Bronx nieder. Von ihrer Großmutter wurde sie wegen ihrer dunklen Hautfarbe und ihrem langen schwarzen Haar „La India“ genannt, was sie später als Künstlernamen beibehielt. Während ihrer Highschoolzeit machte sie Bekanntschaft mit Louie Vega, der sie in die Stilrichtung des Hip-Hops einführte. 1985 im Alter von 14 Jahren wurde sie Mitglied der Gruppe TKA, die sie kurze Zeit später jedoch wieder verließ. Mithilfe von John „Jellybean“ Benitez nahm sie Dancing on the Fire auf und hatte ihren ersten musikalischen Erfolg. Nebenbei verdiente sie Geld als Teilzeit-Model. Sie unterzeichnete einen Plattenvertrag bei Reprise/Warner Bros. Records, welche planten, ihr das Image einer Latinversion von Madonna zu geben. Unter diesen Einflüssen nahm sie das Album Breaking Night auf, entschloss sich aber später, einen anderen musikalischen Weg zu gehen. 1990, im Alter von 19 Jahren, heiratete sie „Little“ Louie Vega. Obwohl die Ehe nur wenige Monate hielt, behielten beide eine professionelle Partnerschaft bei. Zusammen mit Todd Terry nahm sie das House Album I Can’t Get No Sleep auf, gefolgt von weniger erfolgreichen When You Touch Me.
Das Zusammentreffen mit Eddie Palmieri im Jahr 1992 führte zur Aufnahme des spanischsprachigen Salsa-Albums Llegó la India via Eddie Palmieri. 1994 folgte ein mit Vega aufgenommenes Album Love and Happiness (Yemaya y Ochún), welches stark auf der karibischen Santería-Religion basierte. Titel dieser Produktion wurden in vielen Dance Clubs und Diskotheken gespielt. Das Album Latin Songbird: Mi Alma Y Corazón wurde von der RIAA mit Platin ausgezeichnet. Zusammen mit Marc Anthony nahm sie Vivir Lo Nuestro auf. 1996 arbeitete sie mit Tito Puente zusammen und produzierte mit ihm Swing-Klassiker. Mit Voces Unidas sang sie zusammen mit anderen Künstlern für die Olympischen Sommerspiele 1996. Das Album Dicen Que Soy mit Kevin Ceballo als Backgroundsänger wurde für den Grammy Award nominiert. La India trat live im ausverkauften Luis A. Ferre Performing Arts Center in San Juan, im Madison Square Garden in New York und auf dem Festival de la Calle Ocho in Miami, Florida auf. Während dieser Zeit gab Celia Cruz ihr den Beinamen „La Princesa de la Salsa“. 2003 hielt sich ihr Hit Sedúceme für mehrere Wochen auf Platz eins der Billboard Hot Latin Tracks. Mit ihrem Album Soy Diferente hatte sie zwei weitere preisgekrönte Hits. Im gleichen Jahr sang sie mit Gloria Estefan ihr Duett 90 Millas. 2010 erschien ihr zehntes Studioalbum, mit dem sie in verschiedenen europäischen und asiatischen Ländern auf Tournee war. Bei iTunes brachte sie 2010 ihre Single Estupida heraus, welche in einer Salsa- und in einer Balladenversion erschien. Durch diesen Titel erreichte sie die meisten Nummer-eins-Hits der Tropical Billboard Charts.

## Diskografie

### Studioalben
- 1990: Breaking Night
- 1992: Llegó la India Via Eddie Palmieri
- 1994: Dicen Que Soy
- 1996: Jazzin’ with Tito Puente
- 1997: Sobre el Fuego
- 1999: Sola
- 2003: Latin Songbird: Mi Alma Y Corazón (US: Platin (Latin))[4]
- 2006: Soy Diferente (US: Gold (Latin))
- 2010: Unica

### Singles
Mit Masters At Work
- 1992: Ride On The Rhythm von Louie Vega & Marc Anthony (wrote/background vocals)
- 1993: When You Touch Me and I Can’t Get No Sleep (von The Album)
- 1994: Voices In My Mind by Voices (India, Carol Sylvan, Michael Watford)
- 1994: Vibe P.M. (Masters at Work Remix) (featured mit Mondo Grosso)
- 1998: To Be In Love (MAW Remix) (von MAW Records: The Collection Volume I)
- 1998: Runaway (von Nuyorican Soul)
- 2002: Backfired (von Our Time Is Coming)
- 2021: Mala Y Peligrosa (mit Victor Manuelle, US: Gold (Latin))
- 2021: Victimas las dos (mit Victor Manuelle, US: Platin (Latin))

## Preise und Auszeichnungen
- Best Latin Tropical Performance Grammy Award (1996)
- ACE Award (1998)
- zweite Grammy Nominierung (2000)
- Latin Grammy Nominierung Best Salsa Album (2003)
- Latin Grammy Nominierung Best Tropical Song (2003)
- Grammy Award Nominierung Best Salsa Album (2004)
- Auszeichnung im Walk of Fame im Celia Cruz Park in Union City/New Jersey (2006)
- „Soy Diferente“, Gewinner des Best Tropical Album of the Year Female (2007)
- „Solamente Una Noche“, Gewinner der Latin Dance Club Play Track of the Year (2007)
- „Unica“ Latin Grammy Award für Best Salsa Album (2010)